# Abaga-Wasserfall
Der Abaga-Wasserfall ist eine Natursehenswürdigkeit, die sich etwa 15 km südwestlich von Iligan City auf der philippinischen Insel Mindanao befindet, genauer im Barangay Abaga, das Teil der Stadtgemeinde Baloi in der Provinz Lanao del Norte ist. Der Wasserfall ist ungefähr doppelt so hoch wie der bekanntere María-Cristina-Wasserfall, der ebenfalls in der Region um Iligan City liegt. Im Gegensatz zu diesem wird der Abaga-Wasserfall aber nicht vom Agus gespeist, sondern von zahlreichen unterirdischen Quellen, die am Gipfel des Wasserfalls zusammenfließen.
Der Name leitet sich möglicherweise vom Cebuano-Wort abaga ab, das „Schulter“ bedeutet und damit die Form der Klippe beschreiben könnte.